# Baie d'Atka
La Baie d'Atka, aussi connue comme la Baie Atka, est une baie située sur la côte Antarctique, sur le littoral de la Terre de la Reine-Maud. C'est une baie semi permanente, formée par une indentation dans la barrière de glace d'Ekstrom. Elle est utilisée comme port de glace par certaines expéditions polaires, notamment celles ravitaillant la base polaire allemande Neumayer-Station III, située à proximité. Elle mesure à peu près 20 km de long et de large.

## Station de recherche
La station de recherche polaire la plus proche est la station allemande Neumayer-Station III, mise en service en 2009.

## Découverte et origine du nom
La Baie d'Atka a été cartographiée en détails, grâce à des prises de vues aériennes, par des scientifiques norvégiens lors de l'Expédition antarctique norvégo-britannico-suédoise qui s'est déroulée de 1949 à 1952. Elle a été nommée d'après le nom du navire USS Atka, de l'US Navy, qui a mouillé dans la baie en février 1955. L'USS Atka était alors chargé d'explorer les environs en vue d'une éventuelle implantation de base scientifique dans le cadre de l'Année géophysique internationale de 1957.

## Biologie
La Baie d'Atka abrite une importante colonie de manchots empereurs de près de 10 000 têtes en 2020. Cette colonie a notamment été étudiée à l'aide de caméras automatiques. Grâce à ces images, les chercheurs étudient le comportement de la colonie en continu dans le temps. Ils mettent ainsi en lien le comportement des manchots et les conditions du milieu comme la température ou l'humidité. Bien que cette colonie fasse partie des plus importantes du continent, son avenir pourrait être menacé. Selon les scientifiques, sans une réduction des émissions de carbone, la température mondiale pourrait augmenter de 5°C d'ici à 2100. Selon ce scénario, la colonie de la Baie d'Atka sera probablement éteinte à cette date.